# Giro d’Italia 2023/2. Etappe
Die 2. Etappe des Giro d’Italia 2023 fand am 7. Mai 2023 statt. Sie bildete den zweiten Teil des „Grande Patenza“ der 106. Austragung des italienischen Etappenrennens in der Region Abruzzen. Die Strecke führte von Teramo über 202 Kilometer nach San Salvo. Nach der Etappe hatten die Fahrer insgesamt 221,6 Kilometer zurückgelegt haben, was 6,3 % der Gesamtdistanz entsprach. Die Organisatoren der Rundfahrt bewerteten die Schwierigkeit der Etappe mit einem von fünf Sternen.

## Streckenverlauf
Der neutralisierte Start erfolgte in Teramo vor der Kathedrale Santa Maria Assunta. Im Anschluss verließen die Fahrer die Altstadt auf dem Corso Vincenzo Cerulli und gelangten über die Ponte di San Ferdinando auf die SS 80, wo das Rennen nach 5,6 Kilometern bei Piano d’Accio freigegeben wurde.
Nach dem offiziellen Start führte die Strecke über die nicht-kategorisierten Anstiege von Bellante, Controguerra und Colonnella in Richtung Norden, ehe die Fahrer nach rund 45 Kilometern bei Alba Adriatica die Küste des Adriatischen Meeres erreichten. Nun verlief die Strecke auf geraden Straßen entlang der Küste in Richtung Süden und passierte dabei Giulianova, Roseto degli Abruzzi und Pineto. Nach rund 80 gefahrenen Kilometern erfolgte die Auffahrt der ersten Bergwertung, die in Silvi Paese (203 m) abgenommen wurde. Auf der Kuppe wurde nach 84,5 Kilometern eine Bergwertung der 4. Kategorie abgenommen, ehe die Fahrer wenig später wieder zurück zur Küste gelangten. Im Anschluss wurde Pescara erreicht, wo nach 101,5 Kilometern der erste Zwischensprint ausgefahren wurde. Nun führte die Strecke entlang des Flusses Pescara ins Landesinnere, bevor die Auffahrt nach Chieti erfolgte. Auf der Kuppe wurde der zweite Zwischensprint nach 121,6 Kilometern ausgefahren, ehe wenig später nach einer kurzen Abfahrt der Anstieg von Ripa Teatina erfolgte. Hier wurde nach 130,3 gefahrenen Kilometern eine weitere Bergwertung der 4. Kategorie abgenommen. Bei Postilli kehrte die Strecke zur Küste zurück, der sie nun bis zum Zielort folgte. Auf der Fahrt Richtung Süden wurden Ortona (Zielort der 1. Etappe) und Vasto durchfahren. Rund 1300 Meter vor dem Ziel bogen die Fahrer links von der SS 16 ab und gelangten auf den Lungomare Cristoforo Colombo, auf der einen Kilometer vor dem Ziel eine Rechtskurve folgte. Die letzten 1000 Meter führten geradeaus unmittelbar neben der Küste ins Ziel.
|                            | Ort           | Kilometer | Länge (km) | Höhe (m) | Ø Steigung |
| -------------------------- | ------------- | --------- | ---------- | -------- | ---------- |
| neutralisierter Start      | Teramo        | −5,6      |            |          |            |
| offizieller Start          | Piano d’Accio | 0         |            |          |            |
| Bergwertung (4. Kategorie) | Silvi Paese   | 84,5      | 4,2        | 231      | 5,4 %      |
| Zwischensprint             | Pescara       | 101,5     |            |          |            |
| Zwischensprint             | Chieti        | 121,6     |            |          |            |
| Bergwertung (4. Kategorie) | Ripa Teatina  | 130,3     | 1,9        | 200      | 5,8 %      |
| Ziel                       | San Salvo     | 202       |            |          |            |

## Rennverlauf
Unmittelbar nach dem Start setzten sich mit Alessandro Verre (Team Arkéa-Samsic), Paul Lapeira (AG2R Citroën Team), Mattia Bais (Eolo-Kometa Cycling Team), Thomas Champion (Cofidis) und Stefano Gandin (Team Corratec) fünf Fahrer vom Hauptfeld ab. Die Gruppe fuhr einen maximalen Vorsprung von rund sechs Minuten heraus, ehe die Mannschaften der Sprinter das Tempo im Peloton erhöhten.
Nach rund 80 Kilometern erreichte die Fluchtgruppe den Anstieg von Silvi Paese (203 m) auf dem die erste Bergwertung ausgefahren wurde. Im Sprint setzte sich Paul Lapeira vor Thomas Champion durch, während Alessandro Verre auf der Kuppe den Kontakt zu der Spitzengruppe verlor und wenig später vom Hauptfeld eingeholt wurde. Rund 100 Kilometer vor dem Ziel sicherte sich Stefano Gandin den Sieg im Zwischensprint von Pescara. Im Peloton belegten Fernando Gaviria (Movistar Team), Michael Matthews (Team Jayco AlUla) und Mads Pedersen (Trek-Segafredo) die Plätze fünf bis sieben und schrieben somit erstmals in der Punktewertung an. Beim zweiten Zwischensprint in Chieti setzte sich erneut Stefano Gandin durch, der sich drei Sekunden an Zeitbonifikation sicherte. Mit Mattia Bais und Thomas Champion gingen auch die weiteren Zeitbonifikationen an Fahrer der Ausreißergruppe, deren Vorsprung zwischenzeitlich unter zwei Minuten gefallen war. Rund 71 Kilometer vor dem Ziel wurde die zweite Bergwertung der 4. Kategorie in Ripa Teatina ausgefahren wo sich Paul Lapeira erneut vor Thomas Champion durchsetzte und somit als neuer Träger des Blauen Trikots feststand.
34 Kilometer vor dem Ziel wurden die Ausreißer vom Hauptfeld gestellt. In einem zunehmend hektischen Finale stürzten zunächst Sebastian Berwick (Israel-Premier Tech) und Óscar Rodríguez (Movistar), ehe es vier Kilometer vor dem Ziel zu einem Sturz im vorderen Teil des Hauptfelds kam. Mit Mark Cavendish (Astana Qazaqstan Team) und Max Kanter (Movistar) waren auch zwei Sprinter in den Sturz involviert, der das Peloton in zwei Gruppen teilte. Im Sprint aus einer Gruppe von rund 50 Fahrern setzte sich der Italiener Jonathan Milan (Bahrain Victorious) vor David Dekker (Arkéa-Samsic) und Kaden Groves (Alpecin-Deceuninck) durch. Mit einem Rückstand von 19 Sekunden erreichte die durch den Sturz zurückgefallene Gruppe das Ziel, in der mit Tao Geoghegan Hart (Ineos Grenadiers), Jay Vine (UAE Team Emirates), Rigoberto Urán, Hugh Carthy (beide EF Education-EasyPost) und Jack Haig (Bahrain Victorious) auch mehrere Gesamtklassement-Fahrer vertreten waren.
In der Gesamtwertung behielt Remco Evenepoel (Soudal Quick-Step) seinen Vorsprung von 22 Sekunden auf Filippo Ganna (Ineos Grenadiers), während Tao Geoghegan Hart von dem vierten auf den achten Gesamtrang zurückfiel. Der Brite musste zudem die Führung in der Bergwertung an Paul Lapeira abgeben. Das Violette Trikot der Punktewertung übernahm Jonathan Milan mit seinem ersten Grand-Tour-Etappensieg. In der Mannschaftswertung lag nun das UAE Team Emirates voran.

## Ergebnis
| \| Etappenergebnis \| Etappenergebnis \| Etappenergebnis \| Etappenergebnis \| Etappenergebnis \| \| Fahrer \| Fahrer \| Land \| Team \| Zeit \| \| --------------- \| ----------------- \| ---------------------- \| ------------------------ \| --------------- \| \| 1. \| Jonathan Milan \| Italien \| Bahrain Victorious \| 4 h 55 min 11 s \| \| 2. \| David Dekker \| Niederlande \| Arkéa-Samsic \| + 0 s \| \| 3. \| Kaden Groves \| Australien \| Alpecin-Deceuninck \| + 0 s \| \| 4. \| Arne Marit \| Belgien \| Intermarché-Circus-Wanty \| + 0 s \| \| 5. \| Marius Mayrhofer \| Deutschland \| Team DSM \| + 0 s \| \| 6. \| Pascal Ackermann \| Deutschland \| UAE Team Emirates \| + 0 s \| \| 7. \| Fernando Gaviria \| Kolumbien \| Movistar Team \| + 0 s \| \| 8. \| Niccolò Bonifazio \| Italien \| Intermarché-Circus-Wanty \| + 0 s \| \| 9. \| Jake Stewart \| Vereinigtes Königreich \| Groupama-FDJ \| + 0 s \| \| 10. \| Michael Matthews \| Australien \| Team Jayco AlUla \| + 0 s \| |                   |                        |                          |                 |
| |                   |                        |                          |                 |
| Quelle: ProCyclingStats |                   |                        |                          |                 |
| Etappenergebnis |                   |                        |                          |                 |
| Fahrer | Fahrer            | Land                   | Team                     | Zeit            |
| 1. | Jonathan Milan    | Italien                | Bahrain Victorious       | 4 h 55 min 11 s |
| 2. | David Dekker      | Niederlande            | Arkéa-Samsic             | + 0 s           |
| 3. | Kaden Groves      | Australien             | Alpecin-Deceuninck       | + 0 s           |
| 4. | Arne Marit        | Belgien                | Intermarché-Circus-Wanty | + 0 s           |
| 5. | Marius Mayrhofer  | Deutschland            | Team DSM                 | + 0 s           |
| 6. | Pascal Ackermann  | Deutschland            | UAE Team Emirates        | + 0 s           |
| 7. | Fernando Gaviria  | Kolumbien              | Movistar Team            | + 0 s           |
| 8. | Niccolò Bonifazio | Italien                | Intermarché-Circus-Wanty | + 0 s           |
| 9. | Jake Stewart      | Vereinigtes Königreich | Groupama-FDJ             | + 0 s           |
| 10. | Michael Matthews  | Australien             | Team Jayco AlUla         | + 0 s           |

## Gesamtstände
| \| Gesamtwertung \| Gesamtwertung \| Gesamtwertung \| Gesamtwertung \| Gesamtwertung \| \| Fahrer \| Fahrer \| Land \| Team \| Zeit \| \| ------------- \| ------------------ \| ---------------------- \| ----------------- \| --------------- \| \| 1. \| Remco Evenepoel \| Belgien \| Soudal Quick-Step \| 5 h 16 min 29 s \| \| 2. \| Filippo Ganna \| Italien \| Ineos Grenadiers \| + 22 s \| \| 3. \| João Almeida \| Portugal \| UAE Team Emirates \| + 29 s \| \| 4. \| Stefan Küng \| Schweiz \| Groupama-FDJ \| + 43 s \| \| 5. \| Primož Roglič \| Slowenien \| Jumbo-Visma \| + 43 s \| \| 6. \| Geraint Thomas \| Vereinigtes Königreich \| Ineos Grenadiers \| + 55 s \| \| 7. \| Alexander Wlassow \| Neutrales Banner \| Bora-Hansgrohe \| + 55 s \| \| 8. \| Tao Geoghegan Hart \| Vereinigtes Königreich \| Ineos Grenadiers \| + 59 s \| \| 9. \| Brandon McNulty \| Vereinigte Staaten \| UAE Team Emirates \| + 1 min 00 s \| \| 10. \| Jay Vine \| Australien \| UAE Team Emirates \| + 1 min 05 s \| |                    |                        |                   |                 |
| |                    |                        |                   |                 |
| Quelle: ProCyclingStats |                    |                        |                   |                 |
| Gesamtwertung |                    |                        |                   |                 |
| Fahrer | Fahrer             | Land                   | Team              | Zeit            |
| 1. | Remco Evenepoel    | Belgien                | Soudal Quick-Step | 5 h 16 min 29 s |
| 2. | Filippo Ganna      | Italien                | Ineos Grenadiers  | + 22 s          |
| 3. | João Almeida       | Portugal               | UAE Team Emirates | + 29 s          |
| 4. | Stefan Küng        | Schweiz                | Groupama-FDJ      | + 43 s          |
| 5. | Primož Roglič      | Slowenien              | Jumbo-Visma       | + 43 s          |
| 6. | Geraint Thomas     | Vereinigtes Königreich | Ineos Grenadiers  | + 55 s          |
| 7. | Alexander Wlassow  | Neutrales Banner       | Bora-Hansgrohe    | + 55 s          |
| 8. | Tao Geoghegan Hart | Vereinigtes Königreich | Ineos Grenadiers  | + 59 s          |
| 9. | Brandon McNulty    | Vereinigte Staaten     | UAE Team Emirates | + 1 min 00 s    |
| 10. | Jay Vine           | Australien             | UAE Team Emirates | + 1 min 05 s    |

| Punktewertung | Punktewertung    | Punktewertung | Punktewertung              | Punktewertung |
| Fahrer        | Fahrer           | Land          | Team                       | Punkte        |
| ------------- | ---------------- | ------------- | -------------------------- | ------------- |
| 1.            | Jonathan Milan   | Italien       | Bahrain Victorious         | 50 P.         |
| 2.            | David Dekker     | Niederlande   | Arkéa-Samsic               | 35 P.         |
| 3.            | Kaden Groves     | Australien    | Alpecin-Deceuninck         | 25 P.         |
| 4.            | Arne Marit       | Belgien       | Intermarché-Circus-Wanty   | 18 P.         |
| 5.            | Remco Evenepoel  | Belgien       | Soudal Quick-Step          | 15 P.         |
| 6.            | Fernando Gaviria | Kolumbien     | Movistar Team              | 14 P.         |
| 7.            | Marius Mayrhofer | Deutschland   | Team DSM                   | 14 P.         |
| 8.            | Pascal Ackermann | Deutschland   | UAE Team Emirates          | 12 P.         |
| 9.            | Filippo Ganna    | Italien       | Ineos Grenadiers           | 12 P.         |
| 10.           | Stefano Gandin   | Italien       | Team Corratec-Selle Italia | 12 P.         |

| Bergwertung | Bergwertung        | Bergwertung            | Bergwertung       | Bergwertung |
| Fahrer      | Fahrer             | Land                   | Team              | Punkte      |
| ----------- | ------------------ | ---------------------- | ----------------- | ----------- |
| 1.          | Paul Lapeira       | Frankreich             | AG2R Citroën Team | 6 P.        |
| 2.          | Thomas Champion    | Frankreich             | Cofidis           | 4 P.        |
| 3.          | Tao Geoghegan Hart | Vereinigtes Königreich | Ineos Grenadiers  | 3 P.        |
| 4.          | João Almeida       | Portugal               | UAE Team Emirates | 2 P.        |
| 5.          | Mattia Bais        | Italien                | Eolo-Kometa       | 2 P.        |
| 6.          | Marius Mayrhofer   | Deutschland            | Team DSM          | 1 P.        |

| Nachwuchswertung | Nachwuchswertung   | Nachwuchswertung   | Nachwuchswertung      | Nachwuchswertung |
| Fahrer           | Fahrer             | Land               | Team                  | Zeit             |
| ---------------- | ------------------ | ------------------ | --------------------- | ---------------- |
| 1.               | Remco Evenepoel    | Belgien            | Soudal Quick-Step     | 5 h 16 min 29 s  |
| 2.               | João Almeida       | Portugal           | UAE Team Emirates     | + 29 s           |
| 3.               | Brandon McNulty    | Vereinigte Staaten | UAE Team Emirates     | + 1 min 00 s     |
| 4.               | Jonathan Milan     | Italien            | Bahrain Victorious    | + 1 min 17 s     |
| 5.               | Ilan Van Wilder    | Belgien            | Soudal Quick-Step     | + 1 min 31 s     |
| 6.               | Andreas Leknessund | Norwegen           | Team DSM              | + 1 min 37 s     |
| 7.               | Stefano Oldani     | Italien            | Alpecin-Deceuninck    | + 1 min 56 s     |
| 8.               | Michel Heßmann     | Deutschland        | Jumbo-Visma           | + 1 min 56 s     |
| 9.               | Thymen Arensman    | Niederlande        | Ineos Grenadiers      | + 2 min 02 s     |
| 10.              | Ben Healy          | Irland             | EF Education-EasyPost | + 2 min 04 s     |

| Mannschaftswertung | Mannschaftswertung    | Mannschaftswertung           | Mannschaftswertung |
| Team               | Team                  | Land                         | Zeit               |
| ------------------ | --------------------- | ---------------------------- | ------------------ |
| 1.                 | UAE Team Emirates     | Vereinigte Arabische Emirate | 15 h 51 min 30 s   |
| 2.                 | Ineos Grenadiers      | Vereinigtes Königreich       | + 13 s             |
| 3.                 | Soudal Quick-Step     | Belgien                      | + 32 s             |
| 4.                 | Groupama-FDJ          | Frankreich                   | + 1 min 32 s       |
| 5.                 | Bora-Hansgrohe        | Deutschland                  | + 1 min 38 s       |
| 6.                 | Team Jayco AlUla      | Australien                   | + 1 min 40 s       |
| 7.                 | Jumbo-Visma           | Niederlande                  | + 2 min 02 s       |
| 8.                 | Bahrain Victorious    | Bahrain                      | + 2 min 28 s       |
| 9.                 | Trek-Segafredo        | Vereinigte Staaten           | + 2 min 40 s       |
| 10.                | EF Education-EasyPost | Vereinigte Staaten           | + 2 min 56 s       |